# Diminuendo

Tecknet för diminuendo det vill säga avtagande ljudstyrka

Diminuendo, förkortas dim., är ett musikaliskt uttryck för avtagande (ljud-)styrka. Diminuendo är motsatsen till crescendo.
Ett liknande tecken som > används i notskrift för att beteckna diminuendo. Tecknet placeras under systemet som den dynamiska förändringen avser och kan då även "töjas ut" för att innefatta en längre passage.

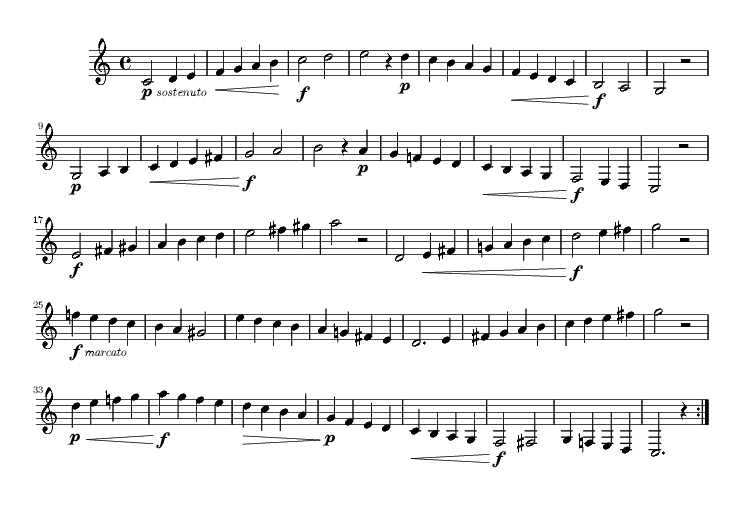
I detta partitur ses användandet av tecknet för diminuendo > och crescendo <